# 美濃加茂市立山之上中学校
美濃加茂市立山之上中学校（みのかもしりつ　やまのうえちゅうがっこう）は、かつて岐阜県美濃加茂市に存在した公立中学校。

## 概要
- 旧・加茂郡山之上村の中学校であった。
- 校舎は1960年10月から1962年9月まで東中学校山之上教室として使用された。跡地は山之上小学校の校地の一部となっている。

## 沿革
- 1947年（昭和22年）4月1日 - 加茂郡山之上村に山之上村立山之上中学校として開校。山之上小学校の校舎の一部を仮校舎とする。
- 1948年（昭和23年）9月 - 山之上小学校の隣接地に校舎が完成。
- 1954年（昭和29年）4月1日 - 太田町、古井町、下米田村、伊深村、蜂屋村、山之上村、加茂野村、三和村が合併し、美濃加茂市が発足。同時に美濃加茂市立山之上中学校に改称する。
- 1957年（昭和32年） - 美濃加茂市の中学校の統合案として、古井中学校・山之上中学校・下米田中学校の3校統合計画が立案される。山之上地区は統合中学校建設予定地から離れていること、山之上地区の北部は北中学校に近いこともあり、住民の反対運動が起きる。そのため、先に2校（古井中学校・下米田中学校）を統合し、中学校を新設（東中学校）となる。
- 1960年（昭和35年）
  - 4月1日 - 下米田中学校と古井中学校を統合し、東中学校が開校。
  - 10月1日 - 山之上中学校は東中学校に統合され、廃校。